# Volyně
Volyně cseh város Csehország Dél-csehországi kerületének Strakonicei járásában. A város Prágától  mintegy 120 km-re délre fekszik, nagyjából félúton Strakonice és Vimperk között. Lakosainak száma 3155 (2008. 12. 31). Jellegzetes épülete a reneszánsz stílusú városháza.

## Története
A város első írásos említése 1271-ből származik, bár tárgyi emlékek igazolják, hogy a gázló környékén már a 9. és a 10. században létezett állandó település. A település 1299-ben kapta meg a városi rangot. Volyně fontos kereskedelmi állomás volt Passau és Písek között. A legfontosabb kereskedelmi termékek a só, kézműipari termékek és a juh voltak. A város egészen a harmincéves háborúig fejlődött, ám akkor a kereskedelmi útvonalak máshová helyeződtek át.
A városban számos történelmi jelentőségű épület áll: a reneszánsz városháza, mely 1521 és 1529 között épült, a 14. századból származó gótikus erőd, a Mindenszentek temploma ugyanebből az időszakból, a város másik temploma, a Proměnění Páně mely 1580 és 1618 között épült, és az 1939-ben megnyitott zsinagóga. A város főterének közepén áll az 1760-ban emelt Mária-oszlop.

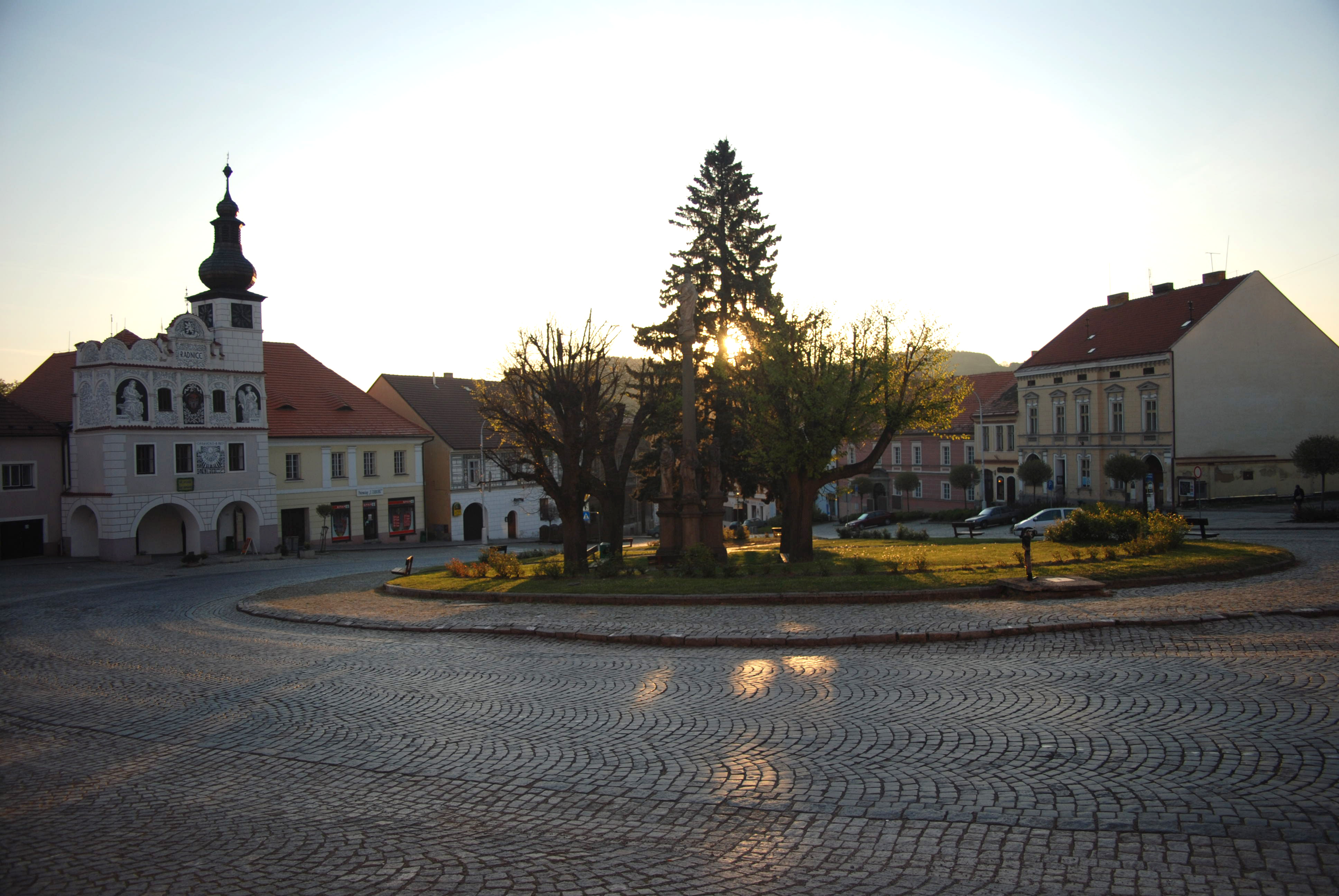
A város főtere

## Földrajza
Volyně a Šumava-előhegységben, a Volyně-felföld közepén helyezkedik el, emiatt „Šumava kapujaként” is emlegetik. A Volyňka-folyó a városról kapta nevét.

## A városhoz tartozó települések
- Černětice
- Račí
- Starov
- Volyně
- Zechovice

## Népesség
A település népessége az elmúlt években az alábbi módon változott:
| Lakosok száma | 3495 | 4018 | 3993 | 3144 | 3251 | 2981 | 3033 | 3014 | 2952 | 3036 |
|               | 1869 | 1900 | 1921 | 1961 | 1991 | 2011 | 2017 | 2020 | 2022 | 2025 |

## Fordítás
- Ez a szócikk részben vagy egészben  a   Vodňany című angol Wikipédia-szócikk fordításán alapul.  Az eredeti cikk szerkesztőit annak laptörténete sorolja fel. Ez a jelzés csupán a megfogalmazás eredetét és a szerzői jogokat jelzi, nem szolgál a cikkben szereplő információk forrásmegjelöléseként.